# Baby Fae
Stephanie Fae Beauclair, bekannt geworden unter dem Namen Baby Fae (* 14. Oktober 1984; † 15. November 1984), war eine prominente Empfängerin einer Xenotransplantation. Ihr Fall löste eine breite und zum Teil bis heute andauernde Debatte über medizinische Ethik aus.

## Fallgeschichte
Baby Fae war mit einem schweren Herzfehler (Hypoplastisches Linksherz-Syndrom) geboren worden und hatte nach damaligem Stand der Medizin keine Überlebenschance. Der Chirurg Leonard Bailey (1942–2019) von der Loma Linda University in Loma Linda nahe Los Angeles, der Forschungen auf dem Gebiet der Xenotransplantation betrieb, schlug vor, dem Mädchen das Herz eines Pavians zu transplantieren. Er spekulierte dabei u. a. darauf, dass die intrauterine Immuntoleranz so kurz nach der Geburt noch genügend stark ausgeprägt sein könnte, um eine Abstoßungsreaktion zu verhindern.
In technischer Hinsicht war die Operation ein Erfolg. Bailey, der über langjährige Erfahrung auf dem Gebiet der Transplantationsmedizin verfügte, konnte das Herz am 26. Oktober 1984 erfolgreich verpflanzen, und seine Leistung genügte zur Aufrechterhaltung des Blutkreislaufs. Die Abstoßungsreaktion war allerdings stärker als von Bailey erwartet, und Baby Fae verstarb zwanzig Tage nach der Operation an immunbedingter Zerstörung des verpflanzten Herzens.

## Der Fall im medizinisch-ethischen Kontext
Baby Fae war weder der erste noch der letzte Fall einer Xenotransplantation Pavian–Mensch. Seine ethische Signifikanz verdankt der Fall einerseits der generellen ethischen Problematik der Xenotransplantation, andererseits aber auch dem Stand der Forschung zum Erwerb der Immunkompetenz, welche eine tödliche Abstoßung als extrem wahrscheinlich erscheinen ließ und von Bailey schlicht ignoriert wurde. Auf spätere Fragen, weshalb er einen evolutionär relativ weit vom Menschen entfernten Primaten (im Gegensatz etwa zu einem Schimpansen) als Spender gewählt habe, antwortete Bailey außerdem, dass er nicht an die Evolutionstheorie glaube.
Der Fall wird heute allgemein als Beispiel eines unzureichenden ethischen Review genannt, durch die ein ambitionierter Chirurg einen im Prinzip überflüssigen Menschenversuch durchführen konnte, der das Leiden des Patienten um einige Tage verlängerte, ohne dadurch seinen sicheren Tod abwenden zu können.